# One World Trade Center
One World Trade Center – najwyższy budynek z kompleksu World Trade Center położony w dzielnicy Lower Manhattan na Manhattanie w Nowym Jorku. Został zaprojektowany przez amerykańskiego architekta japońskiego pochodzenia Minoru Yamasakiego. 11 września 2001 został zniszczony w wyniku zamachu terrorystycznego dokonanego przez Al-Ka’idę.

## Budowa
Oficjalnie budowa wież World Trade Center rozpoczęła się 5 sierpnia 1966. Lecz pierwsze fundamenty wieży północnej powstały w sierpniu 1968. Budowa trwała dwa lata, do 23 grudnia 1970, kiedy to osiągnęła wysokość 417 metrów. Od tego dnia była najwyższym budynkiem na świecie, przewyższając inny nowojorski wieżowiec – Empire State Building. Tytuł najwyższego budynku na świecie utraciła w 1974 roku, po ukończeniu budowy Sears Tower. Oficjalnie budynek otwarto 4 kwietnia 1973. W 1978 roku zamontowano na dachu wieży antenę o wysokości 109,3 m.

## Wewnątrz budynku
Wieża posiadała 110 pięter rdzenia, z czego 100 pięter było przeznaczonych dla użytkowników budynku, a pozostałych osiem pięter było piętrami technicznymi (jedno piętro techniczne składało się z dwóch pięter rdzenia), które znajdowały się na 7./8., 41./42., 75./76. i 108./109. piętrze. Na kondygnacjach 106 i 107 mieściła się najbardziej dochodowa restauracja w Stanach Zjednoczonych Windows on the World. Piętrami granicznymi każdej strefy były Sky Lobby (piętra przesiadkowe) znajdujące się na parterze, 44. piętrze i 78. piętrze. Windy ekspresowe kursowały jedynie między lobby (parter), a jednym ze Sky Lobby. Każdą z trzech stref obsługiwał niezależny system wind: piętra 0-20, piętra 21–60 z windami na 44. piętrze oraz piętra 61-107 z windami na 78. piętrze. Przekrój rdzenia wieży był prostokątem o wymiarach 26 × 40 metrów i powierzchni 1040 metrów kwadratowych. Każdy z rdzeni składał się z 47 kolumn połączonych ze sobą. Kolumny rdzenia zmniejszały się wraz z wysokością, im wyżej, tym mniejszy nacisk na podstawę (przykład: rozmiar kolumny CC501 u podstawy: 558 × 1371 mm, rozmiar kolumny CC501 na 44. piętrze: 482 × 1117 mm, rozmiar kolumny CC501 na 78. piętrze: 406 × 914 mm). W rdzeniu znajdowały się wszystkie windy i klatki schodowe (A,B,C). Jedno piętro wieży mierzyło 3600 metrów kwadratowych (2560 metrów kwadratowych powierzchni użytkowej), co daje razem 256 000 metrów kwadratowych łącznej powierzchni użytkowej wieży północnej.

## Pożar w 1975 roku
13 lutego 1975 roku na 11 piętrze budynku wybuchł pożar. Szalał bardzo długo, ale strażacy uratowali większość osób z płonącego wieżowca. Pożar objął piętra od 9 do 14. Przyczyną pożaru był zapłon izolacji kabli telefonicznych, które prowadziły pionowo między piętrami. W tym czasie wieże World Trade Center nie posiadały instalacji przeciwpożarowych. Niektóre osoby klasyfikują pożar wieży jako zamach terrorystyczny.

## Zamach w 1993 roku
26 lutego 1993 roku o godzinie 12:17 ciężarówka wypełniona 680 kg materiałów wybuchowych eksplodowała w podziemnym garażu wieży. W wyniku zamachu zginęło 6 osób, a ponad 1000 zostało rannych. Sprawcy tego zdarzenia zostali ujęci i skazani na dożywotnią karę pozbawienia wolności. Już po miesiącu szkody naprawiono, a wieżę ponownie otwarto.

## Zamach w 2001 roku
11 września 2001 roku miał miejsce największy jak do tej pory zamach terrorystyczny w historii świata. O 8:46 porwany samolot linii American Airlines lot nr 11 uderzył w wieżę trafiając ją między piętrami 93 i 99. Uderzenie zarejestrowały dwie prywatne kamery. Odrzutowiec wbił się w wieżowiec, czego konsekwencją było poważne naruszenie rdzenia budynku, pokrytej gipsem klatki schodowej i rozlaniem paliwa lotniczego. Paliwo i resztki samolotu uległy zapaleniu. Budynek nie miał pełnego szkieletu i opierał się niemal całkowicie na wytrzymałości rdzenia idącego środkiem budynku. Ogień w środku strefy uderzenia zagrażał wszystkim wewnętrznym filarom. Ludzie znajdujący się poniżej ugodzonych miejsc rozpoczęli ewakuację, ale nie były w stanie tego zrobić osoby znajdujące się na wyższych piętrach. Wieżowiec płonął przez 103 minuty. Zawalił się o 10:28. Szczątki walącego się budynku uszkodziły pobliski hotel Marriott, kompleks World Financial Center, Winter Garden, 130 Libery Street, 90 West Street oraz 140 West Street. Klatki schodowe wieżowca nie były wyposażone w instalacje ciśnieniowe eliminujące trujący i utrudniający widoczność dym. Zaczęto je montować w niektórych budynkach dopiero po ataku.

Północna ściana płonącej wieży północnej WTC z widoczną wyrwą po uderzeniu lotu 11 o 8:46 czasu lokalnego
Południowa ściana płonącej wieży północnej WTC
Wschodnia ściana płonącej wieży północnej WTC
Płonąca północna wieża niedługo po zawaleniu południowej
Waląca się wieża północna WTC o 10:28 czasu lokalnego

## Galeria

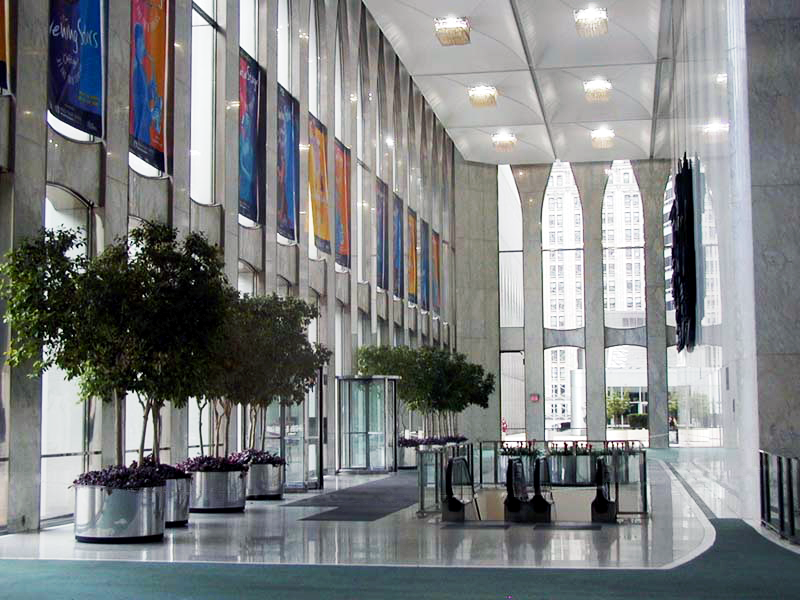
Lobby Północnej wieży WTC
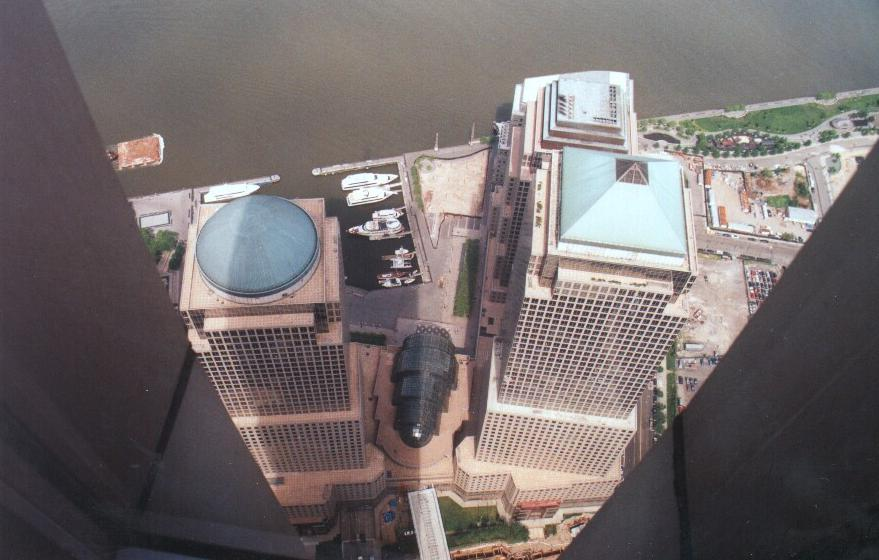
Widok z Windows on the World na World Financial Center.
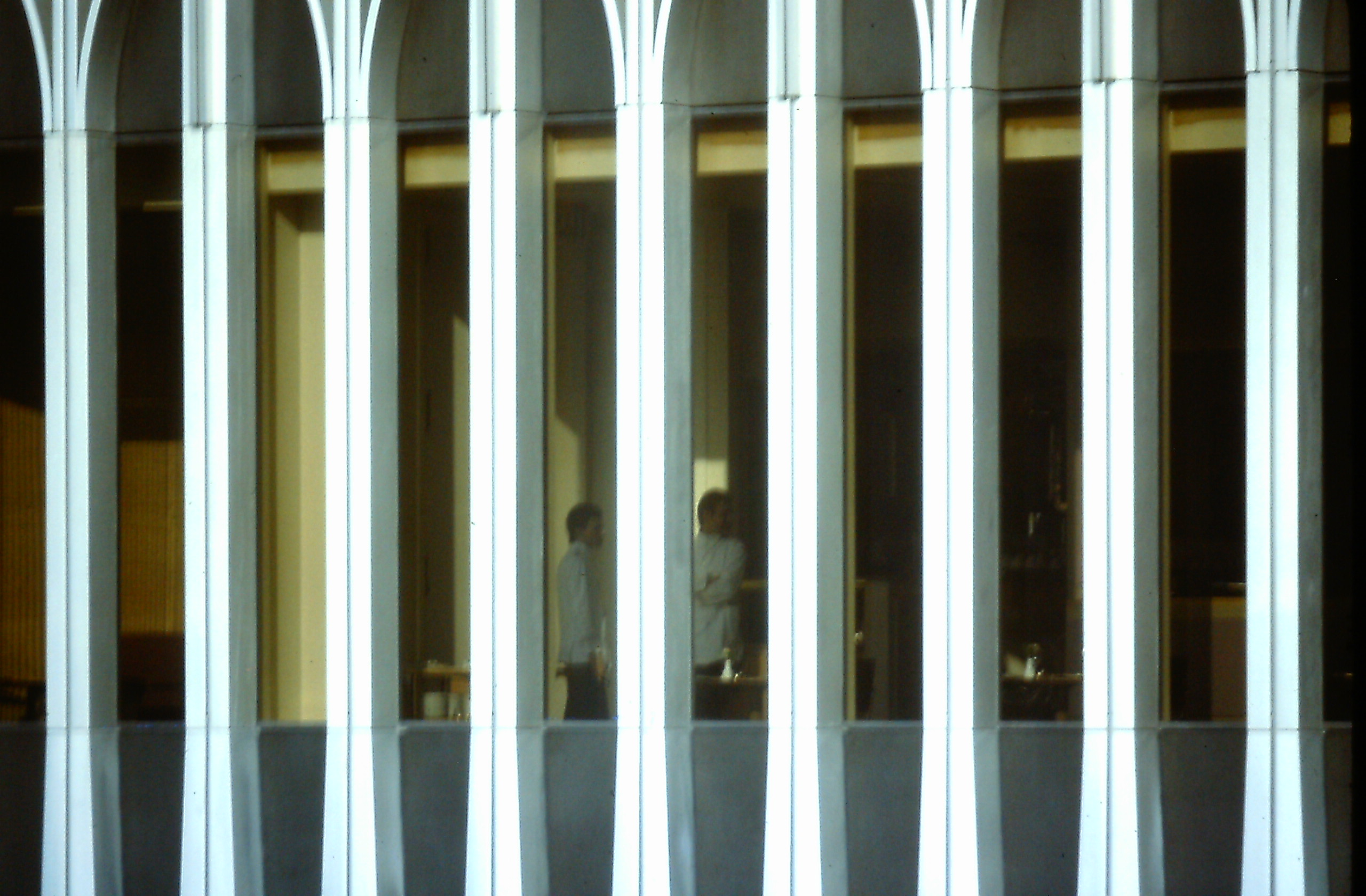
Windows on the World, 107. piętro w 1979 roku
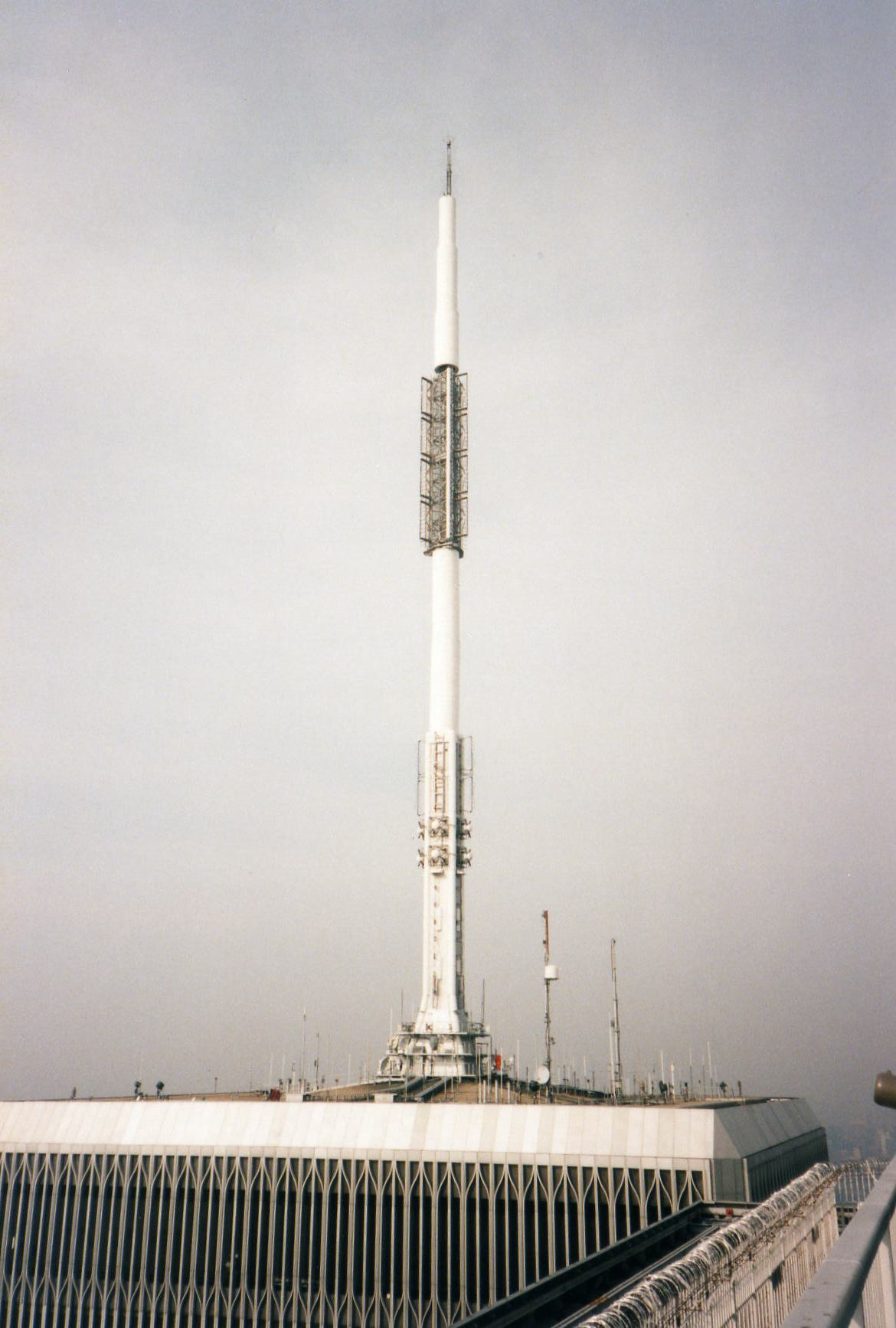
Główna antena na dachu Północnej wieży, widok z dachu Południowej wieży